# Senyoria de Châteauroux
La senyoria de Châteauroux es va crear a l'entorn del castell de Châteauroux que pertanyia als Déols, i portava el nom de Château Raoul. El darrer senyor de Déols va morir el 1176 en tornar de la corada i el "principat" de Déols, és a dir les extenses terres i senyories de la família que anaven del Cher a la Gartempe, van passar a una filla de 5 anys, Dionísia de Déols, que fou portada al Regne d'Anglaterra. El 1188, Felip August es va poder apoderar per sorpresa del castell Raoul; finalment el 1200 un tractat va reconèixer al rei de França la sobirania sobre les terres dels Déols. Dionísia i el seu marit van poder tornar com a vassalls del rei de França i va pertànyer llavors als Chauvigny. El 1356 el castell fou atacat pel Príncep Negre, fill del rei d'Anglaterra, però fou rebutjat i va fer cremar la població; el 1374 la població fou saquejada i a partir de llavors es va fer necessari fortificar-la, però el rei no ho va autoritzar fins al 1447. El 1498 la baronia fou elevada a comtat però el 1503 va morir Andreu III de Chauvigny i la successió va portar el 1519 a atribuir el castell a Raül de la casa de Maillé de la Tour-Landry mentre el castell del Parc passava a la casa d'Aumont; els litigis entre hereus no es van acabar fins al 1612 quan Enric II de Borbó, príncep de Condé, va comprar els dos lots. El 1627 el comtat fou convertit en ducat-pairia. El seu fill, el gran Condé, no es va ocupar d'aquest patrimoni excepte per enviar-hi a la seva esposa en residència vigilada durant 24 anys. Lluís XV de França va adquirir el ducat el 1737 i el 1743 el va donar a la marquesa de Tournelle, coneguda com a Madame de Châteauroux, que va morir el 1744 sense haver fet entrada al castell i a la població, retornant a la corona fins a la revolució francesa.